# Аквітанська мова
Аквітанська мова — мова аквітанів, що населяли територію Аквітанії (між Піренеями та Гаронною) до римського завоювання. Зберігалася до раннього Середньовіччя.

## Пам'ятники
Засвідчена кількома сотнями особистих імен і назв богів в латинській передачі. Ці пам'ятники дозволяють з високою ймовірністю судити, що аквітанська мова була предком однієї з діалектних груп сучасної баскської мови. З меншою впевненістю можна вважати предками аквітанців носіїв т. зв. артенакської культури епохи халколіта.

## Лексика
Нижче наведена зіставна таблиця заснована на дослідженнях басколога Кольдо Мічелена:
| Аквітанська     | Прото-баскська | Баскська       | Значення (баск.)           |
| --------------- | -------------- | -------------- | -------------------------- |
| ADIN            | *adiN          | adin           | вік, судження              |
| ANDERE, ER(H)E  | *andere        | andre          | жінка, пані                |
| ANDOS(S), ANDOX | *andoś         |                | пан                        |
| ARIX            | *aris          | aritz          | дуб                        |
| ARTAHE, ARTEHE  | *artehe        | arte           | кам'яний дуб               |
| ATTA            | *aTa           | aita           | батько                     |
| BELEX           | ?*beLe         | bele           | ворона                     |
| BELS            | *bels          | beltz          | чорний                     |
| BIHOX, BIHOS    | *bihos         | bihotz         | серце                      |
| BON, -PON       | *boN           | on             | хороший                    |
| BORS            | *bors          | bortz          | п'ять                      |
| CIS(S)ON, GISON | *gisoN         | gizon          | чоловік                    |
| -C(C)O          | *-Ko           | -ko            | зменш. суфікс              |
| CORRI, GORRI    | *goRi          | gorri          | червоний                   |
| HALS-           | *hals          | haltza         | ольха                      |
| HAN(N)A         | ?*aNane        | anaia          | брат                       |
| HAR-, -AR       | *aR            | ar             | самець                     |
| HARS-           | *hars          | hartz          | ведмідь                    |
| HERAVS-         | *herauś        | herauts        | кабан                      |
| IL(L)VN, ILVR   | *iLun          | il(h)un        | темний                     |
| LEHER           | *leheR         | leher          | сосна                      |
| NESCATO         | *neśka         | neska, neskato | дівчина                    |
| OMBE, VMME      | *unbe          | ume            | дитина                     |
| OXSON, OSSON    | *otso          | otso           | вовк                       |
| SAHAR           | *sahaR         | zahar          | старий                     |
| SEMBE           | *senbe         | seme           | син                        |
| SENI            | *śeni          | sein           | хлопчик                    |
| -TEN            | *-teN          | -ten           | зменш. суфікс (непродукт.) |
| -T(T)O          | *-To           | -t(t)o         | зменш. суфікс              |
| -X(S)O          | *-tso          | -txo,-txu      | зменш. суфікс              |

Басколог Хоакін Горрочатегі (Joaquín Gorrotxategi), автор кількох книг про аквітанську мову , а також згаданий вище Мічелена (Mitxelena) також відзначали схожість ряду елементів іберської ономастики з аквітанською :
| Іберська | Аквітанська      |
| -------- | ---------------- |
| atin     | ADIN             |
| ata      | ATTA             |
| baiser   | BAESE-, BAIS-    |
| beleś    | BELEX            |
| bels     | BELS             |
| boś      | BOX              |
| lauŕ     | LAVR             |
| talsku   | TALSCO / HALSCO  |
| taŕ      | T(H)AR / HAR     |
| tautin   | TAVTINN / HAVTEN |
| tetel    | TETEL            |
| uŕke     | VRCHA            |